# 豊中市立南丘小学校
豊中市立南丘小学校（とよなかしりつ みなみおかしょうがっこう）は、大阪府豊中市新千里南町二丁目にある公立小学校。

## 沿革
- 1969年4月 - 西丘小学校の一部を借りて開校。
- 1969年8月 - 現在地に移転。
- 1969年10月5日 - 開校。
- 1998年10月 - 創立30周年記念式典。

## 交通
- 北大阪急行電鉄南北線桃山台駅から北西へ800m
- 阪急バス 南町2丁目にて下車
  - 桃山台駅または千里中央駅から61・65・69系統

## 著名な出身者
- 藤井隆